# El Casar de Escalona
El Casar de Escalona település Spanyolországban, Toledo tartományban. El Casar de Escalona Los Cerralbos, Nombela, Hormigos és Otero községekkel határos. Lakosainak száma 2128 fő (2024).

## Népesség
A település népessége az utóbbi években az alábbiak szerint változott:
| Lakosok száma | 986  | 1217 | 1857 | 2179 | 2175 | 2037 | 1841 | 1725 | 1891 | 2128 |
|               | 2001 | 2004 | 2007 | 2009 | 2012 | 2014 | 2017 | 2019 | 2022 | 2024 |